# Центральна збагачувальна фабрика «Добропільська»
Центральна збагачувальна фабрика «Добропі́льська» — збудована за проєктом інституту «Південдіпрошахт», стала до ладу 1952 року з виробничою потужністю 1720 тис. тонн на рік.
Призначена для збагачення газового вугілля з випуском концентрату на коксування. Проєктна технологічна схема передбачала збагачення вугілля класів 0—13 та 13—100 мм у відсаджувальних машинах, шламу 0—0,5 мм — у флотаційних машинах. Для забезпечення кондиційної вологості концентрату дрібне вугілля та флотоконцентрат піддаються термічному сушінню у трубах-сушарках. У 1962 році на фабриці проведено часткову реконструкцію з підвищенням виробничої потужності до 2550 тис. тонн на рік. Впроваджено гідравлічну класифікацію вугілля, здійснено заміну відсаджувальних та флотаційних машин на досконаліші зразки. На фабриці в різні роки проводилися дослідні роботи з удосконалення технології обробки і збагачення шламу, зокрема з застосуванням гвинтових сепараторів.
Місцезнаходження: м. Добропілля, Донецька обл., залізнична станція Економічна.